# Bistum Akkon
Koordinaten: 32° 55′ 41,4″ N, 35° 4′ 3,3″ O
Das Bistum Akkon war ein frühchristlich-byzantinischer Bischofssitz in Ptolemais (heute Akkon, Israel). Er wurde damals Bistum Ptolemais genannt und ging nach der arabischen Eroberung 638 wieder unter. 1104 wurde die Stadt von den Kreuzfahrern unter König Balduin I. erobert, die 1135 einen lateinischen Bischofssitz in der Stadt, nun Akkon genannt, einrichteten. Von einer kurzen Zeit zwischen 1187 und 1191 abgesehen, blieb die Stadt bis 1291 in fränkischer Hand. Danach ging der Bischofssitz wieder unter. Der Titel Bischof von Akkon oder Bischof von Acre wurde aber weiter vergeben. In dieser Tradition stand das römisch-katholische Titularbistum Acre, das Anfang des 18. Jahrhunderts in Titularbistum Ptolemais in Phoenicia umbenannt wurde.

## Geschichte
Die Stadt Akkon wird schon in ägyptischen Texten des 15./16. Jahrhunderts vor Christus erwähnt. 281 kam sie in den Besitz der Ptolemäer und erhielt von diesen ihren antiken Namen. In Ptolemais bestand schon sicher Anfang des 4. Jahrhunderts, wahrscheinlich schon wesentlich früher, ein Bischofssitz. 325 nahm Bischof Aeneas von Akkon am Konzil von Nicaea teil. Der Bischof von Akkon war innerhalb der nahöstlichen Kirchenhierarchie ein Suffragan des Erzbischofs von Tyrus. In frühchristlich-byzantinischer Zeit gehörte das Erzbistum Tyrus zum Patriarchat Antiochia.

## Frühchristliche Bischöfe
- ? Clarus[1]
- 325 Aeneas[1]
- 381 Nectabus[1]
- 400 bis 407 Antiochus[1]
- 431 Helladius[1]
- 451 Paulus[1]
- 518 Johannes[1]
- 553 Georgius[1]

638 wurde die Stadt von den Arabern erobert. In Umayyadischer Zeit wurde sie nun wieder Akko genannt und war ein wichtiger Seehafen und Marinestützpunkt mit Schiffswerften. 1074 fiel Akkon an die Seldschuken, wurde aber 1089 wieder von den ägyptischen Fatimiden zurückerobert.

## Der lateinische Bischofssitz
Die Kreuzfahrer umgingen Akkon auf ihrem Vormarsch auf Jerusalem. Erst im Mai 1103 belagerte König Balduin I. die Stadt, konnte sie aber zunächst nicht einnehmen. Erst nachdem eine genuesisch-venetianische Flotte den Nachschub von See unterbrach, ergab sich die Besatzung im Mai 1104. Akkon blieb königliche Domäne, und der König ließ eine Burg errichten. Vergleichsweise spät, 1135, wurde in Akkon ein lateinischer Bischofssitz eingerichtet. Das neue Bistum wurde dem Erzbistum Tyrus untergeordnet, das nun jedoch zum Patriarchat von Jerusalem gehörte.
Bischof Rufinus trug in der Schlacht bei Hattin 1187 das Hl. Kreuz und wurde getötet. Nur wenige Tage nach der Schlacht von Hattin übergab der damalige Statthalter Joscelin Akkon an Saladin und erhielt für die christliche Bevölkerung freien Abzug. Die Kathedrale (Bischofskirche) in Akkon wurde in eine Moschee umgewandelt. Ab August 1189 belagerte ein Kreuzfahrerheer die Stadt, aber erst im Juli 1191 gelang es ihm, die Stadt einzunehmen. Bei der für die Kreuzfahrer sehr verlustreichen Belagerung kam auch der neu gewählte Bischof von Akkon um. Die Kathedrale wurde wieder in eine Kirche umgewandelt.
Nach der Beförderung von Bischof Florentius zum Bischof von Agen (Südfrankreich) 1263 übernahm der Patriarch von Jerusalem, der seit 1191 seinen Sitz in Akkon hatte, auch das Amt des Bischofs von Akkon.
Im Mai 1291 wurde Akkon von Sultan Chalil (Al-Malik al-Aschraf Salah ad-Din Chalil) eingenommen. Der Patriarch von Jerusalem und Bischof von Akkon Nikolaus von Hanapes fiel bei der Evakuierung von einer Barke, die ihn zu einem Schiff bringen sollte, ins Meer und ertrank. Der Bischofssitz in Akkon ging nach dem Fall von Akkon wieder unter. Der Titel eines Bischofs von Acre oder Akkon wurde aber spätestens ab 1344 wieder vergeben, zunächst bevorzugt an Weihbischöfe deutscher Diözesen. In dieser Tradition steht das Titularbistum Acre, das Anfang des 18. Jahrhunderts in Titularbistum Ptolemais in Phoenicia umbenannt wurde.

## Bischöfe
- 1135 bis 1139 Johannes I.,[3] erster Bischof von Akkon, war 1129 praepositus ecclesiae Acconensis (Probst)
- 1144 bis 1148 Rorgus/Rorgo/Rogerus[3]
- 1148/53 bis 1164 Friedrich,[3] er war vorher Kanoniker des Chorherrenstifts am Templum Domini in Jerusalem, er wurde 1164 zum Erzbischof von Tyrus gewählt († 1174)
- 1165 bis 29. Juni 1172 Wilhelmus,[3] wurde in Adrianopel ermordet, war vorher Archidiakon von Tyrus
- 23. November 1172 bis 1178 Joscius[3][4]
- bis 4. Juli 1187 Rufinus,[3] er wurde in der Schlacht bei Hattin getötet
- bis 1190 (†) NN (novus episcopus),[3] vor Akkon gestorben
- 17. August 1191 (oder 10. Februar 1192 ?) Theobaldus,[3][5] er nahm an der Begründung des deutschen Ordens teil, er war vorher Prior des Kapitels in Nazareth
- 1200 NN., im Mittelmeer ertrunken[1]
- 1202, 1204 electus, Johannes II,[3] war unter den Wählern des Kaisers Balduin I. von Konstantinopel
- 1208 bis 1212 Galterius/Gualterius I./Walter von Florenz[3]
- 31. Juli 1216 bis 1229 Jacobus de Vitriaco/Jakob von Vitry,[3] 1229 Kardinalbischof von Tusculum, 1238 bis 1240 Patriarch von Jerusalem
- 1229 bis 1231 Johannes III. de Pruvino[3]
- 1235 bis 1245 Radulfus[3]
- 1248 bis 1253 (†) Gualterius II.[3]
- 1256 bis 12. Februar 1263 Florentius,[3] wurde 1263 Erzbischof von Arles

Das Bistum Akkon wurde ab 1263 vom Patriarchen von Jerusalem in Personalunion geführt.
- 1263 bis 1270 Wilhelm von Agen, war seit 1261 Patriarch von Jerusalem
- 17. April 1272 bis 14. September 1277 Patriarch Thomas Agni de Lentino, 1267 bis 1271 Erzbischof von Cosenza
- 1278 bis 1279 Patriarch Johannes von Versailles
- 1279 bis 1287 Patriarch Elias
- 1288 bis 1291 Patriarch Nikolaus von Hanapes, OP, ertrunken bei der Evakuierung von Akkon